# Eleições estaduais no Rio Grande do Norte em 1955
As eleições estaduais no Rio Grande do Norte em 1955 ocorreram em 3 de outubro como parte das eleições gerais em nove estados cujos governadores exerciam um mandato de cinco anos em simetria com o mandato presidencial. No caso potiguar foram eleitos o governador Dinarte Mariz e o vice-governador José Augusto Varela.
Nascido em Serra Negra do Norte, o agropecuarista Dinarte Mariz foi chefe de polícia na referida cidade e ao fixar residência em Caicó dedicou-se ao comércio do algodão. Sua veia política despertou na campanha para a sucessão do presidente Washington Luís e como opositor do mesmo apoiou a Aliança Liberal opondo-se à candidatura de Júlio Prestes que, mesmo eleito, foi impedido de tomar posse quando irrompeu a Revolução de 1930, em razão da qual Dinarte Mariz foi nomeado prefeito de Caicó. Por seu apoio aos Revoltosos de 1932 foi deposto e preso no Rio de Janeiro. Opositor de Getúlio Vargas e da Intentona Comunista deflagrada em Natal em 23 de novembro de 1935, aguardou o fim do Estado Novo para regressar à política. Membro da UDN e três vezes candidato a uma cadeira de senador, foi derrotado 1945 e 1950, mas venceu tal disputa em 1954 e no ano seguinte foi eleito governador do Rio Grande do Norte graças a uma coligação entre seu partido, ex-filiados ao PSD e correligionários do presidente Café Filho.
Apesar de sua vitória nas urnas, o novo governador potiguar sustentou uma controvérsia quando tentou exercer o mandato que conquistara sem renunciar à cadeira de senador originalmente em seu poder. Contando com o assentimento dos seus pares, Dinarte Mariz recebeu uma licença de sessenta meses a fim de desempenhar suas funções no Palácio Potengi sem infringir a lei, todavia o rumor em torno do assunto obrigou o Senado Federal a cancelar a licença, forçando Dinarte Mariz a escolher qual cargo ocuparia e este deixou o parlamento, desfecho idêntico ao caso de Moisés Lupion no Paraná.
Também foi vitorioso no pleito o médico José Augusto Varela. Nascido em Ceará-Mirim e formado na Universidade Federal da Bahia em 1922, foi eleito deputado estadual embora, tenha sido impedido de assumir em virtude da Revolução de 1930. Porém sua atuação profissional como professor na Escola de Farmácia em Natal e inspetor sanitário em companhias de navegação Macau permitiram sua eleição para deputado estadual na legenda do Partido Popular, em 1934. Durante o Estado Novo integrou o Conselho Penitenciário e dirigiu o Hospício de Alienados na capital potiguar, cidade onde foi nomeado prefeito em 1943. Eleito deputado federal pelo PSD em 1945, ajudou a escrever a Constituição de 1946. Eleito governador do Rio Grande do Norte em 1947, escolheu ingressar no PDC após o fim do mandato e foi derrotado na eleição para senador em 1954, fato que não impediu sua vitória como candidato a vice-governador na chapa de Dinarte Mariz, em 1955.
Mediante o resultado das urnas o médico Reginaldo Fernandes foi efetivado senador. Formado na Universidade Federal do Rio de Janeiro em 1928, ele se dedicou à Pneumologia. Nessa condição dirigiu o Hospital Miguel Pereira e chefiou o departamento da prefeitura carioca dedicado ao combate a tuberculose. Presidente da Federação Brasileira das Sociedades de Tuberculose e diretor do Serviço Nacional de Tuberculose, integrou o Conselho Nacional de Saúde, a Academia Nacional de Medicina e a União Internacional contra a Tuberculose. Nascido em Natal ele foi eleito suplente de senador pelo PSP em 1954 e assumiu o mandato quando o titular foi eleito governador do Rio Grande do Norte no ano seguinte.

## Resultado da eleição para governador
Foram apurados 147.920 votos nominais, 2.133 votos em branco (1,38%) e 4.725 votos nulos (3,05%) resultando no comparecimento de 154.778 eleitores.
| Candidatos a governador do estado | Candidatos a vice-governador | Número | Coligação                                  | Votação | Percentual |
| --------------------------------- | ---------------------------- | ------ | ------------------------------------------ | ------- | ---------- |
| Dinarte Mariz UDN                 | Ver abaixo -                 | -      | Frente Popular Democrática (UDN, PDC, PSP) | 80.921  | 54,71%     |
| Jocelyn Vilar PSD                 | Ver abaixo -                 | -      | PSD (sem coligação)                        | 66.999  | 45,29%     |
| Fontes:                           |                              |        |                                            |         |            |

## Resultado da eleição para vice-governador
Foram apurados 146.789 votos nominais, 3.193 votos em branco (2,06%) e 4.796 votos nulos (3,10%) resultando no comparecimento de 154.778 eleitores.
| Candidatos a governador do estado | Candidatos a vice-governador | Número | Coligação                                  | Votação | Percentual |
| --------------------------------- | ---------------------------- | ------ | ------------------------------------------ | ------- | ---------- |
| Ver acima -                       | José Augusto Varela PDC      | -      | Frente Popular Democrática (UDN, PDC, PSP) | 80.325  | 54,72%     |
| Ver acima -                       | Jessé Freire PSD             | -      | PSD (sem coligação)                        | 66.464  | 45,28%     |
| Fontes:                           |                              |        |                                            |         |            |